# Plectophloeus nitidus
Plectophloeus nitidus är en skalbaggsart som först beskrevs av Leon Fairmaire 1857.  Plectophloeus nitidus ingår i släktet Plectophloeus, och familjen kortvingar. Enligt den finländska rödlistan är arten sårbar i Finland. Enligt den svenska rödlistan är arten sårbar i Sverige. Arten förekommer i Götaland, Öland och Svealand. Artens livsmiljö är naturlundskogar.